# ملعب القائد أندريس غياكيراري
استاد القائد أندريس غياكيراري (بالإنجليزية: Estadio Comandante Andrés Guacurarí)‏ هو ملعب كرة قدم يقع في ميسيونس، الأرجنتين، يتسع لـ 12,000 متفرج.

## التاريخ
بدأ بناء الملعب في 2003.